# Avdo Ferizbegović
Avdo (Abdulah) Ferizbegović (Tešanj, 4. siječnja 1894. – Doboj, 22. listopada 1944.), hrvatski lokalni dužnosnik, vojna osoba, dužnosnik NDH

## Životopis
Rodio u Tešnju. Građansku školu završio u Brčkom. U Sarajevu završio Trgovačku školu. Časnik austro-ugarske vojske. Sudionik prvog svjetskog rata u austro-ugarskoj vojsci. Od 1918. zaposlenik Muslimanske trgovačke banke u Sarajevu. Poslije otvorio samostalnu banku u Tesliću. Izabran za gradonačelnika Teslića. Član hrvatskog društva Napredak. Pomagao Narodnu uzdanicu. 
Ferizbegovićeva Muslimanska trgovačka banka Tešanj dala je prilog za podizanje spomenika pjesniku Silviju Strahimiru Kranjčeviću.
Padom Jugoslavije i proglašenjem NDH, javio se u domobranstvo. Došao do čina dopukovnika. Službovao u Travniku, Jajcu i Tesliću. U Tesliću osnovao i zapovjedao 3. bojnom 6. narodnog sdruga. Ožujka 1944. napredovao u civilnoj službi i imenovan za velikog župana Velike župe Usora i Soli u Tuzli. Od travnja 1944. povjerenik Podvlade za skrb od stradalih krajeva. Sjedište velike župe premješteno je zbog ratnih okolnosti u Doboj. Ondje je listopada 1944. ubijen, navodno od jedne skupine ustaša.